# آفریقاماران
آفریقاماران (به لاتین: Afrophidia)، دسته‌ای از مارهای ناکورماروارگان است که شامل گروه‌های هنوفیدیا و کانوفیدیا است که اساساً مارهایی را تشکیل می‌دهند که مردم معمولاً با آنها ارتباط دارند. این نام به شکاف عمیق بین آفریقاماران و آرایه خواهر آنها، آمریکاماران اشاره دارد که خاستگاه آن در آمریکای جنوبی است، و به‌تازگی فرضیه آفریقاماران برای نشان دادن یک رویداد جانشینی از تجزیه گوندوانان آمریکای جنوبی و آفریقا است.
بر خلاف کورماروارگان و آمریکاماران که به کوچکی تکامل یافته‌اند، آفریقاماران گونه‌های بزرگ‌تری را تکامل داده‌اند. این نیز گروهی است که در آن زهر در چندین خط از مارها ایجاد شده‌است.